# 楊修
楊修（175年—219年），亦作“楊脩”，字德祖，弘農華陰（今陝西華陰東）人，袁術之外甥，太尉楊彪之子，出身高門士族。

## 家世
遠祖楊喜是漢高祖時的猛將，祖先楊敞是漢昭帝的宰相。楊賁生楊譚，楊譚生楊寶，相傳楊寶心善，因為救了黃雀而得到「銜環」的報恩。楊寶生楊震，楊震生楊秉，楊秉生楊賜，楊賜生楊彪，從楊震到楊彪，四代都當到太尉。

## 生平
建安年間獲舉孝廉，除郎中，後擔任丞相曹操的相府主簿。
當時曹操軍國多事，楊修負責內外之事，都合曹操心意；在《世說新語‧捷悟篇》載了四則楊修展才之事，分別是他解出了曹操提「活」字嫌相園門過闊、曹操提「合」字欲將一桮酪分食眾人、曹娥碑的八字謎為絕妙好辭以及曹操欲將餘有竹片作為竹椑楯，他的才華連曹操都曾自嘆不如。而曹丕、曹植等亦願意與他交友，例如他曾贈曹丕王髦劍，曹丕對此劍甚感珍惜；而曹植更屢次寫信給他。
劉璋別駕張松出使曹操時，被曹操輕慢，當時楊修看重他才華，建議曹操重用但不成。之後在一次宴席中，楊修將曹操自著的兵法拿給張松看，張松將那些內容看過一眼後，當場便背誦出全文，令楊修更為他的才能感到驚異。
後楊修數次助曹植通過曹操的考驗，然而曹植日益驕傲，楊修本想和他疏遠卻不能，亦不敢，曹操得知曹植受楊修之助才通過考驗後頗為氣憤，《後漢書》記載楊修是袁術的外甥，被曹操視為後患，加深心忌。
建安二十二年至二十四年的漢中之戰，杨修從暗語「雞肋」推測曹操有意撤兵，而曹操的确于建安二十四年（公元219年）夏五月下令放弃汉中，回師长安。最终在同年秋天，曹植与杨修醉酒擅闯司马门并诽谤曹彰遭人举报，于是曹操借此机会以“前後漏泄言教，交關諸侯”將楊修處決，楊修死前嘆息：“我固自以死之晚也。”在楊修死前，曹操曾寫信給其父楊彪中提到：「足下賢子，恃豪父之勢，每不與吾同懷，即欲直繩，顧頗恨恨。」杨修死后，曹操贈賜許多物品給楊彪補償，但楊彪亦萬分悲哀痛惜。《後漢書》記曹操問楊彪：“公何瘦之甚？”楊彪說：“愧無日磾先見之明，猶懷老牛舐犢之愛。”曹操亦在處死楊修的百多天後於建安二十五年（公元220年）病逝。
楊修著有賦、頌、碑、讚、詩、哀辭、表、記、書凡十五篇。小說《三國演義》中將楊修描寫成恃才傲物，有詩道：「筆下龍蛇走，胸中錦繡成。開談驚四座，捷對冠群英」。
另據《藝文類聚》引《文士傳》載，魏文帝曹丕亦愛楊修之才，楊修死後曹丕常追憶之，並對楊修贈給他的劍非常珍惜，對左右說「這是楊修劍」。

## 評價
- 《世說新语》：“以名公子有才能，为太祖所器。”
- 禰衡：「大兒孔文舉，小兒楊德祖。餘子碌碌，莫足數也。」
- 范晔《後漢書》：「杨氏载德，仍世柱国。震畏四知，秉去三惑。赐亦无讳，彪诚匪忒。脩雖才子，渝我淳則。」
- 颜之推：“然而自古文人，多陷轻薄：屈原露才扬己，显暴君过；宋玉体貌容冶，见遇俳优；东方曼倩，滑稽不雅；司马长卿，窃赀无操；王褒过章《僮约》；扬雄德败《美新》；李陵降辱夷虏；刘歆反覆莽世；傅毅党附权门；班固盗窃父史；赵元叔抗竦过度；冯敬通浮华摈厌；马季长佞媚获诮；蔡伯喈同恶受诛；吴质诋忤乡里；曹植悖慢犯法；杜笃乞假无厌；路粹隘狭已甚；陈琳实号粗疏；繁钦性无检格；刘桢屈强输作；王粲率躁见嫌；孔融、祢衡，诞傲致殒；杨修、丁廙，扇动取毙；阮籍无礼败俗；嵇康凌物凶终；傅玄忿斗免官；孙楚矜夸凌上；陆机犯顺履险；潘岳乾没取危；颜延年负气摧黜；谢灵运空疏乱纪；王元长凶贼自诒；谢玄晖悔慢见及。凡此诸人，皆其翘秀者，不能悉纪，大较如此。”（《颜氏家训》）
- 罗贯中：“聪明杨德祖，世代继簪缨。笔下龙蛇走，胸中绵帛成。开谈惊四座，捷对冠群英。身死因才误，非关欲退兵。”

## 家庭

### 遠祖父
- 楊敞（前114年－前74年），司馬遷的女婿，西漢丞相。

### 天祖父
- 楊寶 東漢人。是古代神怪小說及成語「結草銜環」的「銜環」典故的主人翁

### 高祖父
- 楊震（54年－124年），字伯起，中國東漢時太尉。剛正不阿，為政清廉。

### 曾祖父
- 楊秉（92年－165年）字叔節，中國東漢時太尉。以清廉著稱。

### 祖父
- 楊賜（？－185年），字伯獻，中國東漢時太尉。上書請抑制宦官的權勢。

### 父
- 楊彪（142年－225年），字文先，代董卓為司空，官至太尉。

### 子
- 杨嚻，杨修子，泰始初年为典军将军，早卒。

### 孙
- 杨准，一作杨淮，杨嚻子，字立丘（一作始丘），官至太常，晋惠帝末年为冀州刺史。成都王司马颖以其为名士，召为军谋祭酒，未成而卒。

### 曾孙
- 杨峤，杨准子，字国彦。二千石。
- 杨髦，杨准子，字士彦，可能又名杨朗。二千石。
- 楊俊，杨准子，字惠彦。太傅掾。
- 楊林，杨准子，少有才望。
- 杨朗，字世彦[10]，雍州刺史。

### 玄孙
- 杨亮，杨林子，梁州刺史。

### 来孙
- 杨广，杨亮子，强犷粗暴，历任南蛮校尉和宜都、建平二郡太守。被冯该所擒并被杀。
- 杨佺期，杨广弟。
- 杨思平，杨佺期弟，强犷粗暴，杨佺期死后逃到北方，刘裕起兵伐桓玄时才归国。

## 藝術作品

### 《三国演义》
在三国演义中，杨修虽然出身高贵、才华出众，但是他依仗自己的才能而对自己的行为不加约束，數次触犯曹操忌讳，导致魏主曹操产生杀死杨修的想法，最终因为“鸡肋”事件被曹操处死。

### 影視
- 電視劇《洛神》（1975年）：關聰
- 葉青歌仔戲《金缕歌》（1987年）：陈秀嫦
- 中國中央電視台電視劇《三國演義》（1994年）：毕彦君
- 楊麗花歌仔戲《洛神》（1994年）：簡遠信
- 电视剧《曹操》（1999年）：杨守林
- 香港無線電視台電視劇《洛神》（2002年）：林韦辰
- 中國電視劇《三国》（2010年）：金毅
- 电视剧《新洛神》（2013年）：季肖冰
- 電視劇《大軍師司馬懿之軍師聯盟》（2017年）：翟天临
- 電視劇《三国机密》（2018年）：王萌

### 動漫
- 火鳳燎原（陳某）：於官渡之戰篇中登場，當時化名「楊清」為袁紹之私生子、「水鏡八奇」之首袁方之親信手下，曾隨袁方往水鏡府學習，和司馬懿是學兄弟關係，實為「水鏡八奇」之一郭嘉派去袁方之內應，在袁方大敗逃回河北時殺害袁方，回到河北時毒殺田豐、以吾殺袁方之書信使袁紹憂憤而死，回到曹操陣營扶助曹植，使曹丕、曹植兄弟相殘，實質和司馬懿鬥智。